# Only Teardrops
Singles de Emmelie de Forest
Hunter & Prey
(2013)
Chansons représentant la Danemark au Concours Eurovision de la chanson
Should've Known Better
(2012) Cliché Love Song
(2014)
Chansons ayant remporté le Concours Eurovision de la chanson
 Euphoria
(2012)  Rise like a Phoenix
(2014)
Only Teardrops (en français, « Seulement des larmes ») est une chanson de la chanteuse danoise Emmelie de Forest. Écrite par Lise Cabble, Julia Fabrin Jakobsen et Thomas Stengaard et produite par Frederik Thaae, elle est surtout connue pour être la chanson qui représente le Danemark au Concours Eurovision de la chanson 2013 qui a lieu à Malmö en Suède. La chanson est en compétition lors de la première demi-finale le 14 mai 2013 et obtient une place pour la finale du 18 mai. Lors de celle-ci, la chanson remporte le concours avec 281 points et succède à Euphoria de Loreen, gagnante en 2012 .
Après avoir remporté l'édition 2013 du Dansk Melodi Grand Prix, la chanson prend très rapidement la première place du classement iTunes danois et débute à la deuxième place du classement officiel danois, le Tracklisten.

## Liste des pistes
- Téléchargement

1. Only Teardrops – 3 min 03

- CD single

1. Only Teardrops – 3 min 03
2. Only Teardrops (version instrumentale) – 3 min 03

## Crédits
- Lise Cabble – auteur-compositeur
- Julia Fabrin Jakobsen – auteur-compositeur
- Thomas Stengaard – auteur-compositeur
- Frederik Thaae – Réalisateur artistique, claviers, guitare, batterie, programmation musicale
- Emmelie de Forest – Chant
- Gunhild Overegseth – Choriste
- Hans Find Møller – penny whistle
- Tore Nissen – production vocale

Les crédits proviennent de Danmarks Radio.

## Ventes
La chanson devient un hit très rapidement au Danemark où elle atteint la deuxième place lors de sa première semaine puis se maintient lors des semaines suivantes. Après sa victoire au Concours Eurovision de la chanson 2013, la chanson revient dans le classement à la première place.
Au Royaume-Uni, Only Teardrops débute à la 99e position malgré le fait que l'Eurovision 2013 ait été diffusé seulement quatre heures avant la fin du comptage des ventes pour le classement britannique. Une semaine plus tard, le single atteint la 15e position du classement.

## Clip vidéo
Début juin 2013, De Forest poste quelques photographies du tournage du clip vidéo de la chanson sur son compte Facebook. La vidéo est réalisée par Michael Sauer Christensen et a été tournée dans une forêt et sur une plage. Le clip sort le 13 juin 2013 sur le site officiel de DR et le lendemain sur le compte YouTube officiel du Dansk Melodi Grand Prix.

## Classements et certification
| Classement (2013)                       | Meilleure position |
| --------------------------------------- | ------------------ |
| Allemagne (Media Control AG)            | 5                  |
| Australie (ARIA)                        | 47                 |
| Autriche (Ö3 Austria Top 40)            | 7                  |
| Belgique (Flandre Ultratop 50 Singles)  | 11                 |
| Belgique (Wallonie Ultratop 50 Singles) | 26                 |
| Danemark (Tracklisten)                  | 1                  |
| Écosse (OCC)                            | 14                 |
| Espagne (PROMUSICAE)                    | 8                  |
| Finlande (Suomen virallinen lista)      | 17                 |
| France (SNEP)                           | 79                 |
| Grèce (Billboard)                       | 1                  |
| Irlande (IRMA)                          | 5                  |
| Islande (Tonlist)                       | 2                  |
| Luxembourg (Billboard)                  | 4                  |
| Norvège (VG-lista)                      | 9                  |
| Pays-Bas (Nederlandse Top 40)           | 14                 |
| Pays-Bas (Single Top 100)               | 4                  |
| Royaume-Uni (UK Singles Chart)          | 15                 |
| Slovaquie (IFPI Rádio)                  | 19                 |
| Suède (Sverigetopplistan)               | 3                  |
| Suisse (Schweizer Hitparade)            | 3                  |
| Turquie                                 | 11                 |
| Ukraine                                 | 14                 |

| Pays                     | Certification | Mises en place |
| ------------------------ | ------------- | -------------- |
| Danemark (IFPI Danemark) | 2 × Platine   | 60 000         |

## Historique de sortie
| Pays      | Date            | Format         | Label      |
| --------- | --------------- | -------------- | ---------- |
| Danemark  | 22 janvier 2013 | Téléchargement | Sony Music |
| Monde     | 2 mai 2013      | Téléchargement | Sony Music |
| Autriche  | 14 juin 2013    | CD single      | Sony Music |
| Allemagne | 14 juin 2013    | CD single      | Sony Music |
| Suisse    | 14 juin 2013    | CD single      | Sony Music |